# Regno di Khasso
Il regno di Khasso  (Xaaso in khassonké) è stato un regno dell'Africa occidentale, esistito dal XVII al XIX secolo, in quella che oggi è la regione di Kayes nel Mali.

## Geografia
La regione di Khasso si estende a cavallo di entrambe le sponde dell'alto fiume Senegal, all'incirca da Kayes a Bafoulabe, in una striscia larga al massimo 60 km. Si trova nel punto di transizione tra le montagne a sud e le pianure aride a nord, e tra la regione del Senegambia e il bacino del Niger.

## Storia
Il Khasso è da sempre crocevia tra popoli e culture diverse. I primi abitanti della regione furono probabilmente i serer, a cui si sostituirono i malinké e soninké al tempo dell'Impero del Ghana. Successivamente immigrarono nella regione i fulani, che inizialmente oppressi dai loro ospiti, si ribellarono e nel 1681 sotto la guida di Yamadou Hawa conquistarono la loro indipendenza nella battaglia di Toumbifara, vicino a Bafoulabe. Elessero Séga Doua (r. 1681 - 1725), figlio di Yamadou, come primo fankamala, o re, di Khasso, e presto egli impose la sua autorità sull'intera regione fino a Gajaaga. La sua dinastia durò fino alla morte del suo discendente Demba Séga nel 1796.
A seguito di una guerra civile tra i figli di Demba Séga, Dibba Samballa e Demba Maddy, il regno si frammentò in cinque stati più piccoli, tra cui il più potente fu Dembaya, governato da Hawa Demba Diallo (r. 1810–1833).
Nel 1857, il conquistatore Toucouleur El Hadj Umar Tall attaccò Khasso come parte della sua jihad, ma fu respinto al Forte di Medina con l'aiuto degli alleati francesi, guidati da Louis Faidherbe. Tuttavia Khasso dovette accettare il protettorato francese sulla regione, finché non fu assimilato nel Sudan francese nel 1880.

## Economia
Come l'Impero Bambara a est, il regno di Khasso dipendeva fortemente dalla tratta degli schiavi per la sua economia. Circa il 50% della popolazione era composta da schiavi, e lo status di una famiglia era indicato dal numero di schiavi che possedeva, il che portava a frequenti guerre, con l'unico scopo di catturare più prigionieri. Questo commercio portò Khasso a sempre più contatti con gli insediamenti europei della costa occidentale dell'Africa, in particolare con i francesi.